# Национальный романтизм
Национа́льный романти́зм или национа́льная рома́нтика — традиционалистское направление в искусстве конца XIX — начала XX века, представители которого последовательно проводили ориентацию на историческую традицию и противостояли интернациональной версии модерна и модернизму. В настоящее время термин национальный романтизм применяют по отношению к широкому кругу национально-стилевых течений в искусстве периода конца историзма XIX века и модерна начала XX века.
Национальный романтизм чаще всего связывают с северным национальным романтизмом рубежа веков, возникшим в Северной Германии в качестве национального объединяющего стиля. В Швеции и Норвегии он утверждал национальные традиции в искусстве. В Финляндии, Литве, Латвии и Эстонии выражал местное своеобразие. В России национальный романтизм развивался в качестве неорусского стиля 1870—1910-х годов.
В архитектуре национальным романтизмом зачастую обозначают архитектурный стиль Финляндии и стран Скандинавии конца XIX — начала XX века, который в процессе исторического развития трансформировался в национально-романтическую ветвь модерна. В русскоязычной историографии последнее объединяют термином «северный модерн», подразумевая под ним национально-романтическую ветвь модерна в Скандинавии и Финляндии, а также её региональное ответвление в Санкт-Петербурге. В целом национальный романтизм в архитектуре является более широким понятием, чем «северный модерн», охватывая и такие явления, как «драконий стиль» норвежского деревянного зодчества, закопанский стиль в Польше, а также попытки «сочинить» новый национальный стиль в странах никогда его не имевшего, например в Канаде.

## Архитектура
На рубеже XIX—XX веков возникла невиданная ранее конфронтация трёх архитектурных течений — новой рациональной архитектуры, национальной романтики и неоклассицизма, — достигшая высшей точки в 1910-х годах. Все три течения имели «союзников» в изобразительном и декоративно-прикладном искусстве и образовали отчётливые стилевые движения, тем не менее допускавшие различную идейную и функциональную трактовку. Национальная романтика, ровно как и неоклассицизм, противопоставляли модерну и модернизму последовательную ориентацию на историческую традицию.
Национальная романтика, существенно отличавшаяся от официально-национальной линии зодчества, приобрела наиболее сильные позиции в северных странах, в архитектуре Восточной и Южной Европы. Значительное место в стилизаторстве данного направления заняли мотивы народного зодчества, а подражание средневековым памятникам обогатилось значительными научными знаниями и умением «проникнуть в их образный строй». При этом пластическая трактовка архитектурных форм и орнаментика национально-романтической архитектуры явно соприкасалась с  приёмами, разработанными в модерне.
Национальный романтизм применялся при постройке практически всех типов зданий и сооружений. В официальном строительстве ярким примером являлась Стокгольмская ратуша (1911—1912, архитектор Рагнар Эстберг), кирпичное здание с башней — распространённым мотивом национального романтизма, повторявшим башни при ратушах старинных северных городов. В церковной архитектуре направление, подчас в точности повторявшее формы средневековых построек, распространилось в России (постройки Алексея Щусева и других архитекторов), Англии (Гилберт Скотт), Сербии (Елизавета Начич), Хорватии (Виктор Ковачич), Швеции (Ивар Тенгбум), Финляндии (Ларс Сонк). Достаточно большое распространение национальный романтизм приобрёл при строительстве культурных и общественно-бытовых зданий (Минеральные бани в Софии, 1907—1910, архитектор Петко Момчилов; Национальная библиотека в Рейкьявике, 1908, архитектор Т. Нильсен), в конторских постройках (работы Магнуса Поульсона в Норвегии, Владимира Покровского в России), при проектировании железнодорожных вокзалов (Ярославский вокзал, 1903—1904, архитектор Фёдор Шехтель; Казанский вокзал, 1914—1926, архитектор Алексей Щусев; Центральный вокзал в Хельсинки, 1904—1914, архитектор Элиэль Сааринен).
В жилищном строительстве национально-романтическое движение привело к стилизаторскому декорированию фасадов многоквартирных жилых домов в Германии, России, Словении и других странах, вызвало попытки изобрести новый национальный стиль, как в вычурных постройках Эдварда Леннокса в Канаде, а также привело к эффективному использованию мотивов старинного зодчества в массовой жилой застройке (жилые здания в духе фламандской архитектуры Эмиля ван Авербеке в Антверпене). Зодчие национальной романтики заимствовали композиции традиционных загородных построек: отели, повторявшие сельские усадьбы-шале в Швейцарии (швейцарский стиль); виллы в «калифорнийском стиле» в США, воспроизводившие формы старинных испанских миссий. Важное место в направлении уделялось использованию и интерпретации народного орнамента и средневекового зодчества: «драконовский стиль» в Норвегии; закопанский стиль в Польше, разработанный архитектором Станиславом Виткевичем. Характерной чертой являлось использование традиционных материалов народного зодчества — дерева в загородных дачах в России, дерева и камня в Финляндии и так далее.
В различных странах направление имело свои особенности. В Финляндии на рубеже XIX—XX веков выдвинулась сильная группа архитекторов, сумевшая придать национальной романтике господствующее положение в финской архитектуре первой четверти XX века. Сотрудничавшие между собой Герман Гезеллиус, Армас Линдгрен, Элиэль Сааринен интерпретировали образцы народного зодчества, а Ларс Сонк создавал сооружения в более импозантном стиле, впечатлявшие «тяжеловесной массой дикого камня» (Телефонная компания в Хельсинки, 1905—1909).
Для балканских государств национальный романтизм приобрёл значение примерно с 1907/1908 годов. Здесь архитекторы часто воспроизводили средневековую полосатую кирпично-каменную кладку (Петко Момчилов в Болгарии, П. Попович в Сербии), использовали резной каменный декор (Бранко Таназевич в Сербии; группа сербских архитекторов — Николае Гика-Будешти, П. Черкез и другие).
В Германии национально-романтическое движение воссоздавало главным образом мотивы кирпичной и каменной готики, тяготело к монументальным и суровым формам. Направление привилось в промышленной архитектуре (гидростанция в Веттере, 1908, архитектор Бруно Таут). Построенный на рубеже XIX—XX веков в Берлине магазин Вертхейма (1897—1904) архитектора Альфреда Месселя создал целую архитектурную тему неоготических универсальных магазинов, развитую позже и в других странах.
После 1910-х годов значение национальной романтики снижается, хотя позже направление переживает новый подъём в 1920—1930-х годах в форме традиционализма, особенно в тех странах, которые в это время приобрели самостоятельность. Позже направление привилось главным образом в архитектуре отелей, ресторанов, туристических центров, которым оно придавало живописность и национальный колорит. Опыт освоения народного зодчества в национальной романтике сыграл свою роль в истории органической архитектуры.
- Казанский вокзал, 1914—1926, архитектор Алексей Щусев
- Вилла Колиба, 1893, архитектор Станислав Виткевич
- Дом Тальберга, 1897—1898, архитектор Герман Гезеллиус
- Минеральные бани в Софии, 1907—1910, архитектор Петко Момчилов
- Каса Лома, 1911—1914, архитектор Эдвард Леннокс

### Венгрия
Культурно-политическая жизнь Венгрии с 1820-х годов характеризовалась всё возрастающей борьбой за расширение конституционных прав и поиском национальной идентичности. Вслед за литературой, отразившей тенденцию раньше, новые веяния проникли и в архитектуру страны, для которой во второй половине XIX века был характерен общеевропейский историзм. Первой попыткой построить здание в национальном стиле стал концертный зал «Вигадо» (1859—1865, архитектор Фридьеш Фесль). Выполненный в полуциркульном стиле, он был отмечен декоративными элементами, считавшимися типично венгерскими — так называемыми «венгерскими узлами». Фрески в интерьерах, авторства Кароли Лотца и Мора Тана, изображали сцены из венгерской истории и легенд, в том числе Пир Аттилы. Фесль также занимался дизайном и разработал архитектурные детали, основанные на народном венгерском творчестве — капители из голов животных, крестьянок и другие.
Учитель рисования Йожеф Хушка (1854—1943) стал первым приверженцем «национализации» архитектуры Венгрии, путём последовательного применения народных орнаментов. В трактате «Прошлое и настоящее нашей национальной архитектуры» (1892) он, как сторонник туранизма, соединил трансильванские народные мотивы с восточным, сасанидским и персидским, искусством. В набор декоративных средств он также включил элементы текстильных украшений с кожаных плащей венгерских пастухов (cifraszűr), которые позже стали применять для украшения архитектурных поверхностей.
В Венгрии последней трети XIX века был характерен всё возраставший интерес к готической архитектуре, во многом связанный с систематическими исследованиями вновь созданного в 1872 году Комитета по охране памятников. Всё более укреплявшийся национализм способствовал регистрации, сохранению и реставрации исторических памятников, поскольку они воспринимались как символы национального достоинства и независимости. Многие памятники реставрировались в духе идеализма Виолле-ле-Дюка и после выполнения работ приобрели более средневековый вид, чем имели изначально. Были фактически перестроены средневековые собор Святой Елизаветы Венгерской (1878—1900, архитектор Имре Штейндль) и церковь Матьяша (1874—1896, архитектор Фридьеш Шулек).
На рубеже XIX—XX веков, в эйфорической атмосфере празднования наступления нового столетия, архитектура играла большую роль. Так, архитектор Игнац Альпар создал проект центрального комплекса зданий Будапешта, представлявший собой подборку копий наиболее известных венгерских исторических памятников. Из проекта был реализован только «Памятник тысячелетия» (1898—1902) на площади Героев. 
Для рубежа столетий определяющим фактором в искусстве Венгрии стала художественная и политическая независимость. Художественное движение, сложившееся вокруг архитектора Эдёна Лехнера, пыталось переосмыслить венгерскую национальную архитектуру. В программном произведении «Венгерского языка формы не было, но он будет» (1906) Лехнер опирался на туранизм в духе Хушки, и широко использовал восточные мотивы, как в здании Музея прикладного искусства (1892—1896). В архитектуре почтамта-сберкассы в Будапеште (1899—1901) зодчий использовал приёмы говорящей архитектуры, создав множество отсылок к венгерскому фольклору, одежде, керамике. Лехнер имел многих последователей, а разработанный им дизайн лёг в основу венгерского сецессиона. Большинство зданий, построенных в традиции Лехнера, являлись административными (уездные администрации, ратуши, культурные центры), а их архитектура выполняла функцию выражения национальной культурной политики на юге и востоке страны: ратуши Кечкемета (1890—1907, архитекторы Эдён Лехнер и Дьюла Партос), Суботицы (1907, архитекторы Марсель Комор и Дезё Якаб); ратуша и дворец культуры в Тыргу-Муреш (1911—1913) и другие.
Младшее поколение архитекторов, так называемые Fiatalok — Бела Лайта, Иштван Медьясай, Карой Кош — продолжали разрабатывать тему национальной венгерской архитектуры до Первой мировой войны. Имея доступ к более обширным и глубоким этнографическим исследованиям и придерживаясь духа модернизма, они творили более свободно, выйдя за рамки историзма и народности, свойственных предыдущему поколению архитекторов.
- Музей прикладного искусства, 1892—1896, архитектор Эдён Лехнер
- Здание почтамта-сберкассы в Будапеште, 1899—1901, архитектор Эдён Лехнер
- Дом Коша, 1908—1910, архитектор Карой Кош

### Германия
Своеобразие исторического развития Германии в XIX веке, заключавшееся в долгом сохранении феодальных порядков на фоне резкого промышленного роста, наложило отпечаток на немецкую архитектуру. В стране была чрезвычайно устойчива эклектическая традиция возведения зданий в исторических стилях. В высших технических школах, занимавшихся подготовкой архитекторов, были организованы кафедры отдельных стилей — античного, готики, ренессанса. Особенности учебного процесса предопределили стойкость стилизаторской тенденции в зодчестве. Упорядоченность в немецкую эклектику вносило закрепление за отдельными типами зданий своих исторических стилей: за церковными — готики, за ратушами — ренессанса и так далее. Кроме того, в той или иной местности преобладали свои архитектурные традиции: в Нюрнберге предпочитали готический стиль, в Вюрцбурге — рококо.
В период эклектики второй половины XIX века в немецкой архитектуре наиболее сильно проявилась тенденция тяготения к неоготическому направлению. Архитектор Карл Шефер, автор многочисленных неоготических церквей, сыграл большую роль в этом процессе, будучи преподавателем в высших технических школах Берлина и Карлсруэ. Конрад Вильгельм Хазе в течение 45 лет возглавлял архитектурно-практическую и педагогическую деятельность в Ганновере и стремился утвердить в качестве единственного стиля неоготику, при этом опирался он исключительно на немецкую церковную кирпичную архитектуру. В результате деятельности его учеников по всей Германии появилось множество неоготических церквей. Обращение к традиционному немецкому строительству из необлицованного кирпича совпало по времени с общим возрастанием интереса к средневековым памятникам страны.
В конце XIX столетия в Германии получило распространение движение, известное как «Отечественное искусство». Его представители, сгруппировавшиеся вокруг журнала «Пан» — художники, поэты, архитекторы — считали, что причины творческих неудач кроются в отсутствии единой немецкой культуры и ставили цель создать такую культуру путём возрождения подлинной традиции. Значительные усилия она тратили на сохранение ландшафта и памятников анонимной архитектуры. В качестве средства достижения цели предлагалось возвращение к стилю бидермайер и к народной крестьянской архитектуре. Одним из главных представителей движения являлся архитектор Пауль Шульце-Наумбург, автор известного труда «Задачи архитектуры». Его главным произведением стала усадьба Цецилиенхоф (1917), построенная в традициях фахверка и крестьянских средневековых усадеб.
Приверженность к готической традиции воплотилась в проекте железобетонного универсального магазина Вертгейма, построенного в 1897 году по проекту Альфреда Месселя. Хотя архитектор в течение ряда лет работал в области прикладного искусства, а затем в духе господствовавшей эклектики, он увлёкся новым проектом и создал оригинальное произведение. Необходимость больших торговых пространств и максимальной освещённости привела к доминированию в конструкции здания вертикальных элементов, между которыми все плоскости занимали окна. Готика была выражены во внешнем декоре постройки, в особенности в форме столбов. Влияние здания на развитие немецкой архитектуры было чрезвычайно велико: в нём впервые новая функция получила отражение в конструкции. Впоследствии с ориентацией на архитектуру универмага был возведён ряд других магазинов, например — Тица в Дюссельдорфе (1908, архитектор Йозеф Ольбрих).
Разнообразие тенденций в архитектуре Германии начала XX века отражалась в деятельности конкретных архитекторов, ориентировавшихся на национальные традиции. Фриц Шумахер и Фриц Хёгер возродили в Гамбурге традицию специфической для Северной Германии архитектуры из клинкерного кирпича. Пауль Бонатц из Штутгарта облицевал стены Главного вокзала (1914—1923) грубо околотыми квадрами камня, что положило начало эстетизации крепостного декора.
- Цецилиенхоф, 1917, архитектор Пауль Шульце-Наумбург
- Универсальный магазин Вертгейма, 1897, архитектор Альфред Мессель
- Здание Универмага Тица в Дюссельдорфе, 1908, архитектор Йозеф Ольбрих
- Офисное здание налоговой инспекции Гамбурга, 1914, архитектор Фриц Шумахер
- Главный вокзал Штутгарта, 1914—1922, архитектор Пауль Бонатц

### Дания
Если для второй половины XIX века в датской архитектуре было характерно подражание стилям прошлых эпох, то строительство в 1892—1905 годах здания ратуши в Копенгагене по проекту архитектора Мартина Нюропа ознаменовало резкий перелом, положивший начало направлению национального романтизма. В данной краснокирпичной постройке были возрождены классические традиции датского зодчества, при этом архитектор творчески переосмыслил как национальное, так и мировое наследие. Ратуша с высокой башней, зубцами и эркерами создала, в ансамбле с позднее возведёнными в том же стиле зданиями, новый архитектурный центр Копенгагена.
Последним крупным сооружением национальной романтики в стране стала известная церковь Грундтвига в Копенгагене (1921—1940). Её архитекторы Педер Енсен-Клинт и Кааре Клинт создали монументальное сооружение в виде огромного органа, выглядевшего особенно внушительно на фоне прилегающей малоэтажной застройки.
- Копенгагенская ратуша, 1892—1905, архитектор Мартин Нюроп
- Ансамбль площади городской ратуши в Копенгагене
- Церковь Лютера в Копенгагене, 1918, архитекторы Мартин Нюроп и Юлий Смит
- Церковь в Гедсере, 1915, архитектор Педер Енсен-Клинт
- Ансамбль церкви Грундтвига, 1921—1940, архитекторы Педер Енсен-Клинт и Кааре Клинт

### Канада
В Канаде первые проявления национального романтизма были связаны с творчеством чрезвычайно популярного архитектора Эдварда Леннокса. На протяжении второй половины XIX века в стране всё явственнее проявлялось влияние не только европейских веяний, но и моды США. Наибольшее распространение получил ретроспективно-романтический стиль, известный как ричардсоновское романеско, связанное со сложным и противоречивым творчеством Генри Гобсона Ричардсона и бостонской школы. Канадцам импонировала консервативная сторона его архитектурных поисков, подчёркнуто архаический «романский» стиль некоторых его построек пришёлся по вкусу канадской буржуазии, с её только зарождавшимся национализмом. Кроме того, ричардсоновское романеско привлекало канадцев своей псевдотрадиционностью — обращением к традициям европейского средневековья, тяжёлым и пышным декором фасадов. Одним из лучших образцов направления в Канаде стала ратуша в Торонто (1890—1899, архитектор Эдвард Леннокс). Спроектированный тем же архитектором особняк Каса Лома (1911—1914) являлся характерным образцом зодчества, ориентированного на богатство внешнего украшения, ассоциировавшегося с красотой.
Характерные для рубежа XIX—XX века поиски «новой архитектуры» практически не отразились на зодчестве Канады. Страна не знала ничего подобного модерну, рационализму Чикагской школы или конструктивным поискам Тони Гарнье и Огюста Перре. Поиски «нового» в архитектуре здесь обернулись неожиданным традиционализмом форм, и приобрели ярко окрашенный национально-романтический характер. Одним из крупнейших архитекторов в стране в данный период стал Джон Макинтош Лайл, один из авторов проекта Центрального вокзала в Торонто (1914—1929). В отличие от предшественников и многих современников, он выбирал в качестве образца архитектуру классицизма, видя в ней рационализм, восходивший к сдержанности и благородной простоте французского классицизма XVIII века. Выражение национального духа архитектор пытался воплотить в орнаментике, так как национальные особенности у него ассоциировались с местными декоративными мотивами, над которыми он много работал. Капители, фризы и другие детали зодчий украшал стилизованными рельефами флоры и фауны Канады — цветами, фруктами, злаками, животными, а также индейскими мотивами и изображениями коренных жителей — индейцев.
Если в ранних работах Лайл являлся приверженцем стиля бозар, который пропагандировал после учёбы в парижской Школе изящных искусств, то в 1920-х годах разработал отчётливый «канадский стиль». Использование в его творчестве местных флоральных и зооморфных мотивов перекликалось с художественными работами объединения канадских пейзажистов «Группа семи». В 1929 году архитектор спроектировал три образца «канадского стиля» — Банк Доминион в Торонто, Банк Новой Шотландии в Калгари и головной офис Банка Новой Шотландии в Галифаксе. В этих зданиях в сложной форме соединялись скульптурные мотивы из камня, металла, гипса, а также монументальная живопись, витражи и мозаики, с целью отобразить национальное своеобразие Канады. В 1930 году Лайл спроектировал здание библиотеки Раннимеде в Торонто, в которой сочетались элементы колониальных стилей — георгианского и раннего квебекского.
- Старая ратуша Торонто, 1890—1899, архитектор Эдвард Леннокс
- Банк Новой Шотландии в Калгари, 1929, архитектор Джон Макинтош Лайл
- Банк Доминион в Торонто, 1929, архитектор Джон Макинтош Лайл
- Головной офис Банка Новой Шотландии в Галифаксе, 1929, архитектор Джон Макинтош Лайл
- Здание библиотеки Раннимеде в Торонто, 1930, архитектор Джон Макинтош Лайл

### Норвегия
В начале XIX века Норвегия получила независимость от Дании и некоторую автономию в рамках заключённой в 1814 году шведско-норвежской унии, что способствовало развитию национальной культуры. Нараставшее во второй половине XIX века движение за полную независимость Норвегии привело к попыткам возрождения и развития местных традиций, в том числе к созданию национального стиля в архитектуре. Норвежские архитекторы, получившие образование за границей, в данный период ограничивались подражанием декоративному оформлению норвежской деревянной архитектуры. Характерными памятниками данного периода были постройки Хенрика Булля, и Хольма Мунте — создателя так называемого «драконовского стиля», в произведениях которого применялись типичные черты древнего декора ставкирок, в том числе голов «драконов». В данном стиле строились рестораны, туристические гостиницы, вокзалы и другие здания.
После разрыва унии со Швецией и получение независимости в 1905 году, наступивший экономический и культурный подъём вызвал оживление в строительстве. В открывшемся в 1910 году архитектурном факультете Норвежской высшей технической школы в Тронхейме стали более последовательно и углублённо изучать норвежское архитектурное наследие. Первые два десятилетия XX века отмечены развитием национального романтизма, использовавшего формы норвежской средневековой романо-готической архитектуры, увлечением архитекторов респектабельностью в объёмно-пространственных композициях в ущерб функциональности планировок, применением рустованного камня для облицовки, что придавало суровый характер постройкам. К крупным памятникам направления относились здания публичной библиотеки в Бергене (1906—1917, архитектор Юхан Улав Брокманн Нурхаген), Норвежской высшей технической школы в Тронхейме (1902—1910, архитектор Бредо Греве), Объединённого пароходного общества в Осло (1917, архитектор Магнус Поульсон), школы моряков в Осло (1916, архитекторы Андреас Бьерке и Георг Элиассен).
- Зал ожидания для пассажиров пароходов в Осло, 1883, архитектор Хольм Мунте
- Ресторан во Фрогнестерене, 1890, архитектор Хольм Мунте
- Публичная библиотека в Бергене, 1906—1917, архитектор Юхан Улав Брокманн Нурхаген
- Норвежская высшая техническая школа в Тронхейме (1902—1910, архитектор Бредо Греве
- Дом Объединённого пароходного общества в Осло, 1917, архитектор Магнус Поульсон
- Школа моряков в Осло, 1916, архитекторы Андреас Бьерке и Георг Элиассен

### Россия
В изучении романтизма в русской архитектуре рубежа XIX—XX веков основное внимание исследователи уделяют «национальному» ответвлению романтического направления, воплотившемуся в двух вариантах — неорусском стиле и северном модерне. Скандинавский национальный романтизм, благодаря публикациям в журналах, привлёк внимание санкт-петербургских архитекторов, увидевших в суровых и динамичных сооружениях данного направления черты, созвучные духу Санкт-Петербурга. Пришедшее из-за границы явление воплотилось в самостоятельное направление, оказавшееся вполне «петербургским». Лидерами русского варианта северного модерна стали Фёдор Лидваль, Николай Васильев, Алексей Бубырь, Ипполит Претро. В направлении проявились ассоциации с суровыми образами северной природы — скалами, дремучими лесами, угрюмым свинцовым небом. В формообразовании северный модерн был родственен интернациональному модерну, в нём культивировалась «обобщённая пластика крупных монолитных масс, где уже не находилось места обильной и измельчённой декорации», свойственной эклектике.
Под влиянием эстетики модерна схожие изменения претерпела строительная практика русского стиля. Новый вариант этого направления, распространившийся в начале XX века, получил название неорусского стиля. Для него в роли прототипов выступали уже не свойственные русскому стилю памятники московской и ярославских школ XVII столетия, а монументальные и лапидарные, «пронизанные ощущением эпической силы» сооружения новгородской и псковской школ или полные сказочности образцы народной деревянной архитектуры Русского Севера.
Крупными представителями неорусского направления являлись Владимир Покровский и Алексей Щусев. Большое влияние на распространение данной линии в архитектуре оказала деятельность выдающегося исследователя древнего национального наследия, архитектора Владимира Суслова, который активно занимался популяризацией древнерусского зодчества, публикуя результаты обмеров, проекты реставраций и реконструкций различных памятников, в том числе Софийского собора в Новгороде, Спасо-Мирожского собора в Пскове, Георгиевского собора в Юрьеве-Польском. Его деятельность привлекала внимание архитекторов к национальным источникам в творчестве.
Владимир Покровский, опираясь на мотивы средневекового московского зодчества спроектировал характерные для неорусского стиля здания: здание Государственного банка в Нижнем Новгороде (1910—1912), Ссудную казну в Москве и Феодоровский собор в Царском селе (1910-е годы), напоминавший храмы XVII века. В церковных постройках Алексея Щусев смело воспроизводил образы древнего храмового зодчества Новгорода и Пскова. Из его культовых произведений выделяют: храм-памятник на Куликовом поле (1913), церковь Марфо-Мариинской обители на Большой Ордынке в Москве (1908—1912), жилой монастырский корпус в Овруче. Разрабатывая проекты зданий, возводимые за рубежом, архитекторы придавали строениям национально-русский облик: гостиница в итальянском городе Бари (1913—1914) и Русский выставочный павильон в Венеции (1914) — оба здания были построены по проектам Щусева.
- Жилой дом для сотрудников завода «Людвиг Нобель», 1910—1911, архитектор Фёдор Лидваль
- Дом Бассейного товарищества, 1912—1914, архитектор Николай Васильев
- Здание Государственного банка в Нижнем Новгороде, 1910—1912, архитектор Владимир Покровский
- Ссудная казна в Москве, 1910-е годы, архитектор Владимир Покровский
- Храм-памятник на Куликовом поле, 1913, архитектор Алексей Щусев
- Церковь Покрова Марфо-Мариинской обители в Москве, 1908—1912, архитектор Алексей Щусев

### Финляндия
Для архитектуры Финляндии конца XIX века было характерно развитие двух направлений: эклектики и национального романтизма. В конце столетия и первые десятилетия XX века поиски нового стиля, обращение к истокам местного искусства привели к утверждению национальной романтики в качестве ведущего направления финской архитектуры. Данное стремление являлось частью общего развития культуры страны, демократических тенденций, опиравшихся на подъём национального самосознания. За образцы представители направления брали национальный фольклор и скандинавскую мифологию, а в архитектуре обращались к средневековому зодчеству. Значительное влияние на направление оказали живопись, в частности работы Акселя Галлен-Каллелы, творчество американского архитектора Генри Ричардсона и английских архитекторов конца XIX столетия.
Герман Гезеллиус, Армас Линдгрен, Элиэль Сааринен и Ларс Сонк стали инициаторами нового направления. Первой крупной работой организованной ими мастерской стал павильон на Всемирной выставке в Париже 1900 года, принёсший международную известность финскому романтическому национализму. Характерными приёмами стиля стали асимметричность композиции, широкое применение в облицовке местных материалов, а также интерпретация мотивов народного зодчества. Яркий пример их применения — здание дома-студии в Виттреске (1902), спроектированное Саариненом, Геззелиусом и Линдгреном.
В период расцвета национального романтизма были возведены такие крупные памятники направления, как здание Телефонной компании (1905—1909, архитектор Ларс Сонк), Национального музея (1906—1909, архитекторы Элиэль Сааринен, Герман Гезеллиус, Армас Линдгрен) и Финского национального театра (1901, архитектор Онни Тарьянне). Представители национальной романтики постепенно уходили от декоративизма, обращаясь к поиску строгих и лаконичных форм. Постройки направления со временем приобретали всё большую уравновешенность, исчезла массивность стен и крепостной характер декора. Логическим завершением данных поисков стало здание Центрального вокзала в Хельсинки (1904—1914), в композиции которого художественные формы романтизма были подчинены рациональной организации внутреннего пространства.
Со временем национальный романтизм утратил идейную почву, его лидер Элиэль Сааринен эмигрировал в 1923 году в США. Результаты художественных поисков представителей национальной романтики значительно обогатили местную архитектуру и имели большое значение для её развития. Также реакцией на живописность романтического направления стал возврат к более строгим композиционным формам, что привело к кратковременному возрождению классицизма в архитектуре Финляндии в 1920—1930-х годах.
- Финский павильон на Всемирной выставке 1900 года
- Финский национальный театр, 1901, архитектор Онни Тарьянне
- Дома-студия в Виттреске, 1902, архитекторы Герман Гезеллиус, Армас Линдгрен, Элиэль Сааринен
- Здание Телефонной компании, 1905—1909, архитектор Ларс Сонк
- Национальный музей Финляндии, 1906—1909, архитекторы Элиэль Сааринен, Герман Гезеллиус, Армас Линдгрен
- Центральный вокзал в Хельсинки, 1904—1914, архитектор Элиэль Сааринен

### Швеция
Национальный романтизм заменил эклектику в архитектуре Швеции в 1880—1890-х годах. Зачинателем направления стал зодчий Исак Густав Класон, по проекту которого в Стокгольме возвели Музей северных стран (1892—1906). В архитектуре здания использовались черты традиционного стиля, так называемого «Ваза-Ренессанса». Поиски национального своеобразия выразились в использовании строительных материалов — традиционных для Швеции неоштукатуренного кирпича и гранита, создававших характерную для городов страны тёмную цветовую гамму застройки. В здании Городского суда в Стокгольме (1912—1915) архитектор Карл Вестман применил характерные черты королевского замка в Вадстене.
Ретроспективно-романтическая тенденция была свойственна культовому зодчеству Швеции, однако развивалась она в соединении с приёмами модерна. Завершающим для национальной романтики Швеции произведением стало построенное лидером этого движения Рагнаром Эстбергом здание ратуши в Стокгольме (1911—1912), в архитектурных формах которого, вдохновлённых народным зодчеством, символически воплощалась история государства. В данном строении нашли отражение лучшие черты национальной шведской архитектуры — мастерство использования цветовой гаммы и фактурной выразительности кирпичной кладки, выявление строго силуэта здания, поиски равновесия в сочетании с окружающим ландшафтом.
- Музей северных стран, 1892—1906, архитектор Исак Густав Класон
- Халльвюльский музей, 1893—1898, архитектор Исак Густав Класон
- Бюнсовский дом, 1886–1888, архитектор Исак Густав Класон
- Замок Юларёд, 	1894—1897, архитектор Исак Густав Класон
- Стокгольмский королевский суд, 1912—1915, архитектор Карл Вестман
- Вилла Паули, 1907, архитектор Рагнар Эстберг

### Эстония
Для архитектуры Эстонии вплоть до 1870-х годов было характерно отсутствие местных архитектурных кадров, так как большинство профессиональных архитекторов имели немецкое происхождение. Только около 1900 года появилось первое поколение эстонских гражданских инженеров, а в следующем десятилетии — архитекторов, прошедших обучение в Риге, Санкт-Петербурге и немецких университетах. Первыми зданиями, в архитектуре которых отразились местные национальные мотивы, стали лютеранские церкви, возведённые для эстонских общин. Поскольку их проектировали немецкие архитекторы, то стилистически они тяготели к общеевропейским неоготике и неороманскому стилю, но в отдельных их чертах уже явно подчёркивались националистические аспекты. Яркими примерами стали таллинские Яановская церковь (1867) и церковь Каарли (1870), с фресками основоположника эстонской живописи Йохана Кёлера, а также церковь Святого Петра в Тарту (1884) и Александровская лютеранская церковь в Нарве (1884).
По-настоящему национальный эстонский оттенок приобрели светские постройки позднего периода. Здание Общества эстонских студентов (1902, архитектор Георг Хеллат) считается первым «эстонским» архитектурным объектом, национальный колорит которому придали орнаментальные фризы, заимствованные из узоров поясов народных костюмов. Позже местные национальные театральные и музыкальные общества заказали для себя здания у финских архитекторов. Утраченное здание театра «Ванемуйне» в Тарту (1906, архитектор Армас Линдгрен) и перестроенное здание театра «Эстония» (1913, архитекторы Армас Линдгрен и Виви Лённ) вскоре после постройки стали рассматривать как национальные памятники. Тем не менее, выстроенные в стилистике скандинавского национального романтизма, они не могли считаться эквивалентом национального стиля в Эстонии, поскольку не имели каких-либо народных или местных мотивов. Даже первый этнически эстонский архитектор Карл Бурман предпочитал работать в направлении скандинавского романтизма.
Поиски национального стиля в изобразительном искусстве и архитектуре Эстонии были запоздалыми, при этом не существовало эстонского «золотого века» в искусстве, на который можно было опереться, а местные этнографические «формы» не сохранились в чистом виде, без влияния прибалтийско-немецких культур. В стране вынужденно развивался симбиоз национального искусства и   современного ему европейского, что превращало национальный стиль в синтез современного и архаичного, городского и сельского, «высокого» и «низкого». Более отчётливо эстонский стиль (eesti stiil, также называемый «крестьянским стилем», talupojastiil) проявился в дизайне интерьеров. В 1904 году эстонский художник Антс Лайкмаа украсил свои квартиру и мастерскую в эстонском стиле. Наиболее продуктивен был художник Оскар Каллис, создавший множество проектов дизайна мебели.
В архитектуре народное эстонское наследие стали сознательно использовать в проектировании только после того, как обучение архитекторов началось в Таллине. Исключением являлись несколько общественных зданий Бурмана: спортивный клуб «Калев» в форме деревянного коттеджа на курорте Пирита (1912, утрачен) с национальными фресками и деревянный эстонский павильон с соломенной крышей для финской ярмарки 1920 года в Хельсинки (утрачен). Несмотря на продолжавшиеся оживлённые споры об «эстонском стиле», каких-либо национальных отличительных форм в архитектуре так и не возникло, хотя некоторые элементы всё же интерпретировались как эстонские: фольклорный декор и северный эстонский известняк, как строительный материал (хотя балтийские немцы рассматривали последний в целом как отличительный признак балтийской архитектуры). 
- Здание Общества эстонских студентов, 1902, архитектор Георг Хеллат
- Здание театра «Ванемуйне», 1906, архитектор Армас Линдгрен
- Здание театра «Эстония», 1913, архитекторы Армас Линдгрен и Виви Лённ
- Дом-музей Антса Лайкмаа

## Изобразительное искусство
В изобразительном искусстве национальный романтизм проявился раньше, чем в архитектуре. Ещё в XIX веке данное течение стало выразителем широкого общественного движения, придававшего искусству значение символа стабильности национальных традиций, но особенные качества оно приобрело в начале XX века. Ряд качеств национальной романтики соотносился с канонами модерна, такими как преобладание обобщённого поэтизированного образа над прямым впечатлением от натуры, узорно-орнаментальной композицией и плоскостно-графической манерой, исключавших воспроизведение световоздушной среды.
Основополагающее значение для направления имела идейно-художественная программа, свой круг легендарно-исторических, героических и лирических образов. Важной особенностью являлось крайне широкое обращение к фольклору и сказочному миру. Национальная романтика тяготела к синтезу искусств, монументально-декоративным решениям, внесла большой вклад в развитие декоративно-прикладного искусства, объединив народных мастеров и профессиональных художников. Характерными примерами стала организация в России художественных мастерских в Абрамцеве и Талашкине, а также в ряде других стран.
Одним их определяющих направлений движения стала иллюстрация к национальному эпосу и народным сказкам. Мастера, работавшие в данном жанре, образовали целые художественные национальные школы в России (Елена Поленова, Иван Билибин) и Норвегии (Эрик Вереншёлль, Теодор Киттельсен). Художники данного направления во многом следовали стилистике графики модерна.
Живопись национального романтизма была представлена яркими художниками. Одной из наиболее влиятельных фигур являлся швейцарец Фердинанд Ходлер, работавший также в русле символистского модерна, и ставший одним из основоположников национальной романтики в живописи. На рубеже XIX—XX веков Ходлер стал писать картины на патриотические и народные темы: триптих «Отступление при Мариньяно» (1896—1906), эскиз для мозаики «В. Телль» (1896—1903), «Битва при Нефельсе» (1896—1897). В первое десятилетие XX века художник развивал национальную тему в пейзажах, а в 1910-е годы создал новый цикл героико-монументальных произведений: «Дровосек» (1910), роспись «Выступление йенских студентов» (1909), картина «Битва при Мюртене» (1916—1917).
- Елена Поленова, Иван-Царевич и Жар-Птица, 1896
- Иван Билибин, Красный всадник, 1899
- Теодор Киттельсен, Лесной тролль, 1906
- Эрик Вереншёлль, Принцесса и Оскефисен, 1896
- Фердинанд Ходлер, Дровосек, 1910